# Janusz Woronicz

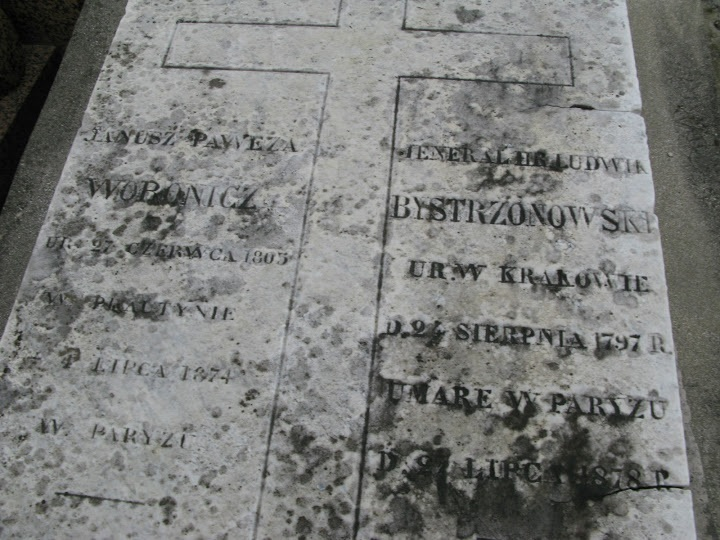
Płyta nagrobna Janusza Woronicza na polskim cmentarzu w Montmorency. Jest pochowany wspólnie z Ludwikiem Bystrzonowskim.

Janusz Woronicz-Werner (ur. 27 czerwca 1805 w Prawutynie Wielkim – obecnie rejon sławucki na Wołyniu, zm. 4 lipca 1874 w Paryżu) – działacz Wielkiej Emigracji, publicysta, teoretyk polskiego monarchizmu.
Janusz Woronicz był synem Wojciecha i Franciszki z Kraszewskich, był bratankiem prymasa Jana Pawła Woronicza. W 1830 był sekretarzem Sejmu Królestwa Kongresowego. Uczestnik powstania listopadowego w randze kapitana – pierwszy wdarł się do Arsenału. Po upadku powstania udał się na emigrację do Francji. Był sekretarzem i agentem dyplomatycznym  księcia Adama Jerzego Czartoryskiego. Jako emisariusz Hotelu Lambert odbył misje do Bukaresztu, Serbii i Turcji. Współzałożyciel tajnego Związku Insurekcyjno-Monarchicznego Wyjarzmicieli, redaktor pisma Trzeci Maj organu prasowego Towarzystwa Monarchicznego Trzeciego Maja. W czasie wojny krymskiej jako agent Hôtelu Lambert przybył do Turcji, gdzie w stopniu majora służył w Pułku Kozaków Sułtańskich Michała Czajkowskiego. W latach 1856–1874 był francuskim konsulem w Tulczy.
Jest autorem wydanej w 1839 pracy Rzecz o monarchii i dynastii w Polsce, gdzie nakreślił główne założenia programowe polskiego ruchu monarchicznego.
Synem naturalnym Janusza był Jean Albert comte de Pawenza Woroniez, oficer francuski.